# رولاندو باسیگالوپو
رولاندو باسیگالوپو (اسپانیایی: Rolando Bacigalupo‎; ۱۴ اوت ۱۹۱۴ – ۱۲ اکتبر ۱۹۸۹) بازیکن بسکتبال اهل پرو بود. وی در بازی‌های المپیک تابستانی ۱۹۳۶ شرکت کرده‌است.